# Bruno Zuculini
Bruno Zuculini (Belén de Escobar, 2 d'abril de 1993) és un futbolista professional argentí que juga com a migcampista pel Racing Club.

## Trajectòria esportiva

### Racing Club
Zuculini es va formar al planter del Racing Club de Avellaneda. Va debutar amb el primer equip el 13 de febrer de 2010, jugant d'inici en una derrota a fora per 0–1 contra el Gimnasia y Esgrima de La Plata a la primera divisió argentina, quan tenia només 16 anys.
Zuculini va jugar en sis partits més la temporada 2010–11, i un total de 12 durant la temporada 2011–12 també a la primera divisió argentina. El 17 de juny de 2012 va marcar el seu primer gol com a professional, però en una derrota per 2–4 fora de casa contra l'Atlético de Rafaela.
La temporada 2012–13, després de la marxa de Giovanni Moreno i Lucas Nahuel Castro, Zuculini va esdevenir un habitual a les alineacions dels d'Avellaneda, va jugar 32 partits i hi va marcar cinc gols. El 27 de setembre de 2013 va renovar el contracte amb el club, fins al 2016.

### Manchester City
El 23 de juliol de 2014, Zuculini va marcar el primer gol del Manchester City en pretemporada, contra l'Sporting Kansas City. El 8 d'agost, fou confirmat oficialment com a jugador del City, i se li assignà la samarreta amb el número 36.
Zuculini va debutar en competició dos dies després a la FA Community Shield 2014, substituint Edin Džeko després de 60 minuts en un partit que acabaria en derrota per 0–3 contra l'Arsenal FC a Wembley Stadium.

#### València (cedit)
El 19 d'agost de 2014, Zuculini fou cedit al València CF per la temporada 2014-2015. Va debutar a la lliga espanyola el 29 d'agost de 2014, entrant a la mitja part per André Gomes en una victòria per 3–0 a casa contra el Màlaga CF.
El 30 de gener de 2015, el contracte de cessió fou rescindit, després que hagués jugat tot just 45 minuts amb els valencians.

#### Córdoba (cedit)
Hores després de rescindir el contracte amb el València, Zuculini fa fitxar pel Córdoba CF amb un contracte de cessió fins al juny.
L'equip acabà la lliga en darrera posició i el diari Marca va incloure el jugador en el pitjor equip de la temporada.

#### Middlesbrough (cedit)
Després de les seves cessions a Espanya, Zuculini va marxar a Anglaterra el 26 d'octubre de 2015 per jugar la Championship amb el Middlesbrough amb un contracte de cessió per un mes.
El 25 de novembre de 2015 la cessió es va ampliar fins al 2 de gener de 2016.

#### AEK Atenes (cedit)
Zuculini fou cedit a l'AEK Atenes fins al final de la Superlliga grega 2016. El 4 de febrer de 2016, va debutar amb el club, en una victòria a fora per 1-0 contra l'Iraklis a l'estadi Kaftanzoglio en un partit de la Copa grega que va permetre que el seu club es classifiqués per les semifinals.
El 23 de febrer de 2016, Zuculini va patir una greu fractura de metatars i va haver de retornar a Anglaterra per operar-se.

#### Rayo Vallecano (cedit)
Zuculini fou cedit al Rayo Vallecano fins al final de la temporada de la Segona divisió espanyola de futbol 2016–17.

## Vida personal
El germà gran de Zuculini, Franco també és futbolista i migcampista. També es va formar al Racing Club, i tots dos hi varen jugar junts el 2011.